# Famille d'Ancenis
 (janvier 2014).
Si vous disposez d'ouvrages ou d'articles de référence ou si vous connaissez des sites web de qualité traitant du thème abordé ici, merci de compléter l'article en donnant les références utiles à sa vérifiabilité et en les liant à la section « Notes et références ».
La famille d'Ancenis est une famille féodale française, titulaire au Moyen Âge de la seigneurie d'Ancenis, près de Nantes, sur la frontière de la Bretagne avec l'Anjou.
Vers l'an 1000, le comte Judicaël de Nantes donna à Alfrid le soin de défendre Ancenis : il en devint le premier seigneur[réf. nécessaire]. Judicaël de Nantes avait par la même occasion taillé une belle baronnie à son lieutenant[réf. nécessaire]. Il fut le premier représentant de la lignée des seigneurs d'Ancenis, qui défendirent Ancenis entre 1000 et 1340, année où Thibault III de Rochefort épouse Jeanne d'Ancenis, dernière représentante de cette lignée[réf. nécessaire].
La baronnie d'Ancenis comprenait alors les châtellenies d'Oudon, Châteaufromont, Montrelais et Vioreau[réf. nécessaire].
Le sceau de la baronnie d'Ancenis en 1542 conservait l'écusson des premiers sires d'Ancenis : de gueules à trois quintefeuilles d'hermine.

## Filiation
- Alfred Ier d'Ancenis[réf. nécessaire]
  - Chronologie : vers l'an 1000
  - Titre : Prince d'Ancenis
  - Père : ?
  - Mère : ?
  - Mariage : mariée à Odeline, dame du Cellier
  - Enfant : Alfred II d'Ancenis
  - Note : inféodé par le comte de Nantes Judicaël
- Alfred II d'Ancenis[réf. nécessaire]
  - Chronologie : Attesté en 1050 et 1057
  - Titre : baron d'Ancenis
  - Père : Alfred Ier d'Ancenis
  - Mère : Odeline dame du Cellier.
  - Mariage : marié à Origone
  - Enfants : Guihénoc Ier d'Ancenis, Payen, Oderic [2]
  - Notes : Le 15 mai 1057, aux Etats de Bretagne, à Nantes, il disputa au seigneur du Pont le titre de 9e baron de Bretagne. Le duc Yvon aurait tranché en faveur du sire du Pont[réf. nécessaire].
- Guihénoc Ier d'Ancenis[réf. nécessaire]
  - Chronologie : avant 1100
  - Titre : baron d'Ancenis
  - Père : Alfred II d'Ancenis
  - Mère : Origone
  - Mariage : marié, puis remarié à une Agnès
  - Enfants : Maurice Ier d'Ancenis, Geoffroy [3].
  - Notes : Il fait remise aux moines de Marmoutier du droit d'octroi qu'il percevait sur les marchandises appartenant au monastère de Saint-Martin et transportées par bateau sur la Loire. En 1087, Alain IV de Bretagne (dit "Alain Fergent") attribue aux sires d'Ancenis et de Pontchâteau, qui se disputaient le titre de 9e baron de Bretagne, la jouissance simultanée de ce titre avec alternation à la préséance, lorsque l'occasion se présentait[réf. nécessaire].
- Maurice Ier d'Ancenis[réf. nécessaire]
  - Chronologie : vers 1100
  - Titre : baron d'Ancenis
  - Père : Guihénoc Ier d'Ancenis
  - Mère : ?
  - Mariage : ?
  - Enfant : ?
  - Notes : Il confirmera les donations de son père à l'abbaye de Marmoutiers vers 1100. Il sera convoqué en 1105 à la cour du duc, à Nantes, comme témoin de donations faites à l'église[réf. nécessaire].
- Guihénoc II d'Ancenis[réf. nécessaire]
  - Chronologie : Attesté en 1127 - 1132
  - Titre : baron d'Ancenis
  - Père : Maurice Ier d'Ancenis
  - Mère : ?
  - Mariage : marié à Mabille
  - Enfant : Geoffroy Ier d'Ancenis
  - Notes : Confirme, avec son épouse Mabille, à des donations en 1132 et 1133.
Il assiste avec le duc Conan à la réouverture d'une église de Redon en 1127[réf. nécessaire].
- Geoffroy Ier d'Ancenis[réf. nécessaire]
  - Chronologie : Attesté en 1132 – 1140
  - Titre : baron d'Ancenis
  - Père : Guihénoc II d'Ancenis
  - Mère : Mabille
  - Mariage : marié en 1149 à Marguerite, fille de Brient, seigneur de Varades
  - Enfant : ?
  - Note : Fait ou confirme différentes donations à Melleray et à Marmoutier entre 1133 et 1163[réf. nécessaire].
- Guihénoc III d'Ancenis[réf. nécessaire]
  - Chronologie : Attesté en 1177
  - Titre : baron d'Ancenis
  - Père :  Geffroy I
  - Mère :  Marguerite de Varades
  - Mariage : marié à Mahault puis à Mathilde
  - enfants : Geoffroy II d'Ancenis, Renaud, Aliénor
  - Notes : Fait des donations et confirme des donations aux abbayes de Melleray, Marmoutier et Fontevraud avant son départ (vers 1177 ou 1178) et après son retour de croisade. Croisé, il partit en 1177 à Jérusalem[réf. nécessaire].
- Geoffroy II d'Ancenis[4]
  - Chronologie : Attesté en 1202 – 1227[4]
  - Titres :  baron d'Ancenis, seigneur de Varades, Belligné, et du Fief-Guéheneuc (ou la Benate-en-Riaillé[5]), Chevalier banneret, bailli de la terre du vicomte de Donges
  - Père : Guihénoc III d'Ancenis[4]
  - Mariage : marié à Marquisie[4]
  - Enfant : Geoffroy III d'Ancenis[4]
  - Notes : Actes, donations ou confirmations de 1209 à 1220. Présent aux délibérations de Vannes à la suite de l'assassinat du duc Arthur Ier de Bretagne, il fait partie de l'ost de Philippe Auguste contre Jean sans Terre et participe à la prise du Mont Saint Michel sur les Anglais le 29 avril 1204. Il sera ensuite nommé parmi les grands du royaume de France en 1205 et présent à la confirmation des privilèges par Pierre Ier de Bretagne à Saint-Aubin-du-Cormier en 1225[réf. nécessaire].
- Geoffroy III d'Ancenis[réf. nécessaire] dit Le bon baron
  - Chronologie : Attesté en 1238 – 1248
  - Titres : baron d'Ancenis, seigneur de Varades, Belligné, et du Fief-Guéheneuc (ou la Benate-en-Riaillé)
  - Père : Geoffroy II d'Ancenis
  - Mère : Marquisie
  - Mariage : marié en 1269 à Eléonore de Taillebourg dite de Doué, dame d'Aulnay et d'Esnandes
  - Enfant : Geoffroy IV
  - Notes : Présent à Bouvines, il se croisa de 1238 à 1240[réf. nécessaire].
- Geoffroy IV d'Ancenis[réf. nécessaire] dit Le bon baron(vers 1230 † 1285)
  - Chronologie : 1275 – 1285
  - Titres : baron d'Ancenis, seigneur de Varades, Belligné, et du Fief-Guéheneuc (ou la Benate-en-Riaillé)
  - Père : Geoffroy III d'Ancenis
  - Mère : Eléonore de Taillebourg
  - Mariage : marié à Denise de Doué, dame de Martigné-Briand (née vers 1235)
  - Enfant : Geoffroy V
- Geoffroy V (d) d'Ancenis[réf. nécessaire] (vers 1260 † vers 1315)
  - Chronologie : 1285 – vers 1315
  - Titres : baron d'Ancenis, seigneur de Varades, Belligné, du Fief-Guéheneuc (ou la Benate-en-Riaillé), de Martigné-Briand et d'Esnandes,
  - Père : Geoffroy IV d'Ancenis
  - Mère : Denise de Doué
  - Mariages : 
    - marié le 13 novembre 1290 à Jeanne (vers 1270 † 1296), fille de Renaud de Pressigny, seigneur de Marans[réf. nécessaire]
    - marié en 1296 à [./Https://www.wikidata.org/wiki/Q75403173 Isabeau d'Acre] (vers 1275 † après 1315), fille de [./Https://www.wikidata.org/wiki/Q75290713 Jean de Brienne].

  - Enfants[réf. nécessaire] :
    - Avec Jeanne :  Geoffroy VI, Aliénor (1293 † 3 juin 1334)
    - Avec Isabeau d'Acre : Jean [6], Renaud[7], Jeanne[8], Briand, Marguerite[9],[10], Marie[11]
- Geoffroy VI d'Ancenis[réf. nécessaire] (vers 1291 † 1351 ou 1352)
  - Chronologie : vers 1315 – 1351 ou 1352
  - Titres : baron d'Ancenis, seigneur de Varades, Belligné, du Fief-Guéheneuc (ou la Benate-en-Riaillé), de Martigné-Briand et d'Esnandes
  - Père : Geoffroy V d'Ancenis
  - Mère : Jeanne
  - Mariage : marié vers 1320 à Blanche d'Avaugour (née vers 1305), fille de Guillaume d'Avaugour, tige des seigneurs du Parc
  - Enfants : Jeanne d'Ancenis, Catherine
- Jeanne d'Ancenis[réf. nécessaire] (ou Marie) (après 1316 † 1376)
  - Titres : baronne d'Ancenis, dame de Varades, Belligné, du Fief-Guéheneuc (ou la Benate-en-Riaillé), et de Martigné-Briand,
  - Père :  Geoffroy VI d'Ancenis
  - Mère :  Jeanne
  - Notes : En 1340 elle épouse Thibault III de Rochefort qui devient ainsi baron d'Ancenis